# La Celle-sur-Nièvre
La Celle-sur-Nièvre – miejscowość i gmina we Francji, w regionie Burgundia-Franche-Comté, w departamencie Nièvre.
Według danych na rok 1990 gminę zamieszkiwały 173 osoby, a gęstość zaludnienia wynosiła 13 osób/km² (wśród 2044 gmin Burgundii La Celle-sur-Nièvre plasuje się na 738. miejscu pod względem liczby ludności, natomiast pod względem powierzchni na miejscu 729.).